# Hans Zimmer
Hans Florian Zimmer (Francoforte sul Meno, 12 settembre 1957) è un compositore, produttore discografico e tastierista tedesco naturalizzato statunitense, autore di colonne sonore cinematografiche e a capo del dipartimento musicale dello studio cinematografico DreamWorks.
Nella sua carriera ha vinto cinque Grammy Award, due Oscar alla migliore colonna sonora (per Il Re Leone, nel 1995, e per Dune, nel 2022) su dodici candidature, tre Golden Globe su nove candidature e un classico BRIT Award.
I suoi lavori si basano sulla ricerca di suoni sempre meno tradizionali e sempre più elettronici o campionati. Con la composizione della colonna sonora de Il gladiatore (2000) inaugurò una nuova era cine-musicale che lo condusse in pochi anni a essere uno dei compositori più richiesti a livello mondiale. Negli anni settanta e ottanta ha svolto l'attività di turnista suonando le tastiere in gruppi pop quali Ultravox, The Buggles e Krisma. Successivamente, per oltre tre decenni, ha composto musiche per film e videogiochi. Si è avvalso spesso della collaborazione dei cosiddetti additional composer o assistenti musicali, tra cui Klaus Badelt, Lorne Balfe, Harry Gregson-Williams, John Powell ed altri che fanno parte della compagnia da lui fondata chiamata Remote Control Productions.
Nel 2007 la rinomata rivista Daily Telegraph lo inserì al 72º posto nella lista dei 100 migliori geni viventi.

## Biografia

### Gli inizi
Nato a Francoforte sul Meno, in Germania, da bambino visse a Königstein-Falkenstein, dove iniziò a suonare il pianoforte di casa. Non frequentò corsi di pianoforte, se non brevemente, poiché non amava la disciplina e la formalità nella musica. Da adolescente si trasferì a Londra, dove frequentò la Hurtwood House, nei pressi di Dorking.
Iniziò la sua carriera musicale suonando le tastiere ed i sintetizzatori con diverse band, tra cui gli Ultravox e i Buggles, con i quali registrò Video Killed the Radio Star: il primo video musicale trasmesso da MTV.
Nel 1980 entrò come membro ufficiale nel gruppo Krisma, che per l'occasione da duo diventò trio, partecipando alla realizzazione dell'album Cathode Mamma come tastierista e programmatore. Many Kisses, il singolo tratto dall'LP, vendette più di un milione di copie in tutta Europa, uno dei classici dell'elettropop anni ottanta. Finita la promozione con i Krisma, Zimmer riprese l'attività di turnista.
Nel 1985 collabora per la prima volta in assoluto con un artista di musica pop italiano, lavorando con Claudio Baglioni alla realizzazione dell'album La vita è adesso, l'album più venduto di tutti i tempi nella storia della discografia italiana.
Collaborò anche con il noto compositore, nonché suo mentore, Stanley Myers che lo spinse a dedicarsi completamente alla composizione per il cinema. Insieme lavorarono sulla fusione delle sonorità orchestrali tradizionali con gli strumenti elettronici.
Una delle opere più durevoli durante la sua permanenza nel Regno Unito è la canzone tema per il game show televisivo Going for Gold, composta nel 1987 insieme a Sandy McClelland. In un'intervista alla BBC, Zimmer disse: «Comporre musica per Going For Gold fu molto divertente. È il genere di cose che fai quando la tua strada è piena di incognite e non hai davanti una carriera ben definita, mi sentivo molto fortunato.»

### Carriera cinematografica
Un punto di svolta nella sua carriera si verificò nel 1988 con il film Rain Man - L'uomo della pioggia. Il regista Barry Levinson stava cercando un musicista per la composizione della colonna sonora e fu merito della moglie Diana Rhodes che, dopo aver ascoltato una partitura composta da Zimmer per il film drammatico anti-apartheid Un mondo a parte, lo consigliò al marito. Nella partitura Zimmer utilizzò diversi sintetizzatori, tra cui un Fairlight CMI, mescolato con fusti di acciaio. La colonna sonora ottenne una candidatura all'Oscar: il film vinse quattro Premi Oscar su otto candidature, tra le quali c'era anche quella per la migliore colonna sonora per Hans Zimmer.
Un anno dopo gli fu chiesto di comporre la colonna sonora del film A spasso con Daisy che, come Rain Man, vinse l'Oscar al miglior film. La strumentazione musicale era costituita esclusivamente da sintetizzatori e campionatori, tutti suonati da Zimmer che, a proposito della strumentazione utilizzata, affermò scherzando: «Non sembrava assolutamente un pianoforte, ma si comportava come un pianoforte.».

Nel 1991 compose la partitura di Thelma & Louise, caratterizzata dallo slide della chitarra di Pete Haycock sul tema Thunderbird. Nel 1992, per realizzare la colonna del film La forza del singolo (The Power of One), andò in Africa, per utilizzare cori e tamburi africani autentici nella registrazione della colonna sonora.

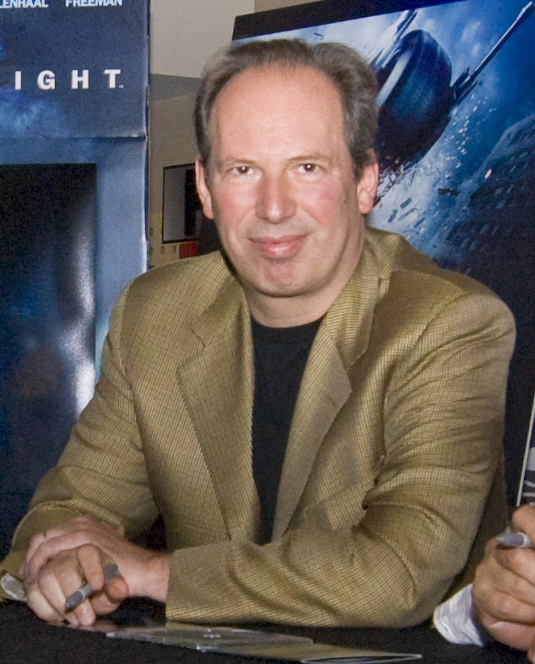
Zimmer nel 2008 alla prima de Il cavaliere oscuro.

Nel 1994 la Disney Animation Studios, colpita dal suo lavoro, lo assunse per comporre la colonna sonora de Il re leone. Fu la sua prima partitura per un film d'animazione e si aggiudicò numerosi premi tra cui l'Oscar alla migliore colonna sonora, un Golden Globe per il miglior film commedia o musicale e due Grammy Award. Nel 1997 la partitura fu adattata per una versione musical per Broadway, che vinse nel 1998 il Tony Award per la miglior colonna sonora per musical. Nel 2012 il musical raggiunse il record di maggior incasso di tutti i tempi per uno spettacolo di Broadway.
Nel 1996 ricevette il Broadcast Music Incorporated Richard Kirk Award alla carriera.
Nel 1998, per la partitura del film La sottile linea rossa, disse che il regista Terrence Malick voleva avere a disposizione tutta la colonna sonora prima di cominciare le riprese, per cui incise sei ore e mezza di musica. Il successivo progetto fu la partitura del film d'animazione Il principe d'Egitto, prodotto dalla DreamWorks Animation.
Negli anni 2000 compose colonne sonore per diversi film tra cui: Il gladiatore, Mission: Impossible 2, La strada per El Dorado, Black Hawk Down, Hannibal, L'ultimo samurai, Il codice da Vinci, I Simpson - Il film, Angeli e Demoni e Sherlock Holmes.
Durante la composizione della colonna sonora de L'ultimo samurai fu avvicinato dal produttore Jerry Bruckheimer, con cui aveva lavorato in precedenza alle partiture di Allarme rosso, The Rock e Pearl Harbor. In quel periodo Bruckheimer aveva terminato il montaggio de La maledizione della prima luna, ma non essendo soddisfatto della musica composta per il film da Alan Silvestri, aveva intenzione di sostituirlo con Zimmer. A causa dei suoi impegni per L'ultimo samurai, il compito di comporre e supervisionare la colonna sonora fu dato a Klaus Badelt assistito dallo stesso Zimmer, che firmò il brano centrale del film, intitolato He's a Pirate. Zimmer fu poi assunto come compositore per i tre film successivi della serie.
Nel 2005 Christopher Nolan gli propose di lavorare al film Batman Begins, per cui collaborò anche con James Newton Howard. I due compositori firmarono la colonna sonora anche per i successivi film della trilogia, Il cavaliere oscuro (2008) e Il cavaliere oscuro - Il ritorno (2012).
Nel 2009 compose le musiche per il film Sherlock Holmes; la rivista Daily Variety rivelò che aveva acquistato uno strano pianoforte, dal suono "eccentrico", per 200 dollari e lo utilizzò durante il processo di composizione.

Ricevette una serie di onori e riconoscimenti, tra cui il premio Lifetime Achievement in Composizione del film dal National Board of Review, nel 2003 il Premio Frederick Loewe al Palm Springs International Film Festival, l'ASCAP Henry Mancini Award alla carriera.

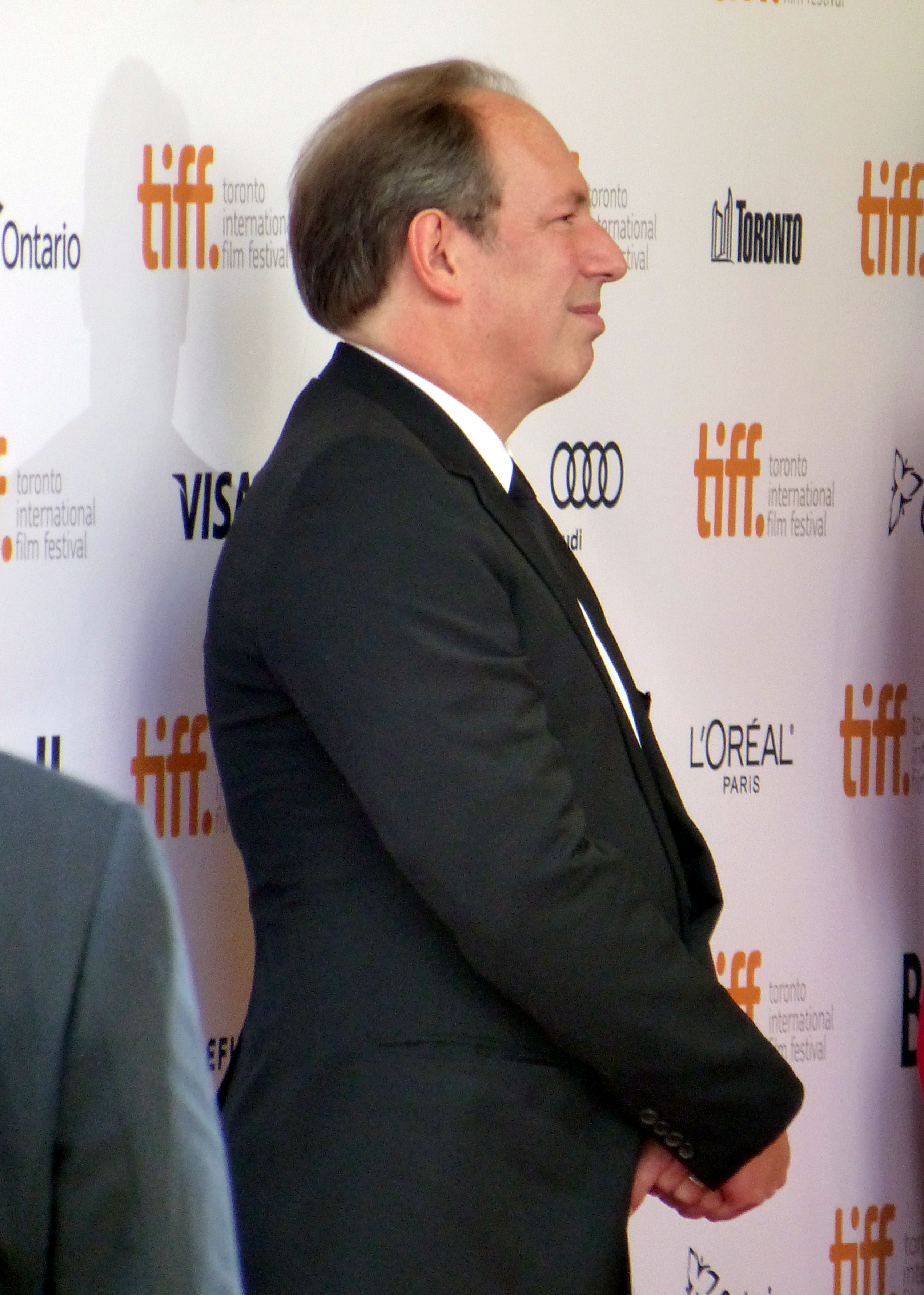
Zimmer nel 2013 alla prima di 12 anni schiavo.

Nel 2010 compose la colonna sonora di Inception guadagnandosi un'altra candidatura all'Oscar; nello stesso anno ricevette una stella sulla Hollywood Walk of Fame. Nel 2011 fu nominato dall'Academy consulente musicale per l'84ª cerimonia della Notte degli Oscar.
Nel 2010 firmò le colonne sonore di Inception di Christopher Nolan, per cui ottiene numerosi riconoscimenti, e The Pacific, miniserie prodotta da Steven Spielberg e Tom Hanks, per la quale vinse un premio Emmy. Nel 2013 compose numerose colonne sonore tra cui L'uomo d'acciaio, Rush e 12 anni schiavo. Collaborò alla colonna sonora del videogioco Beyond: Due anime, i cui protagonisti sono interpretati da Elliot Page e Willem Dafoe.
Nel 2014 realizzò l'inno ufficiale del festival EDM Tomorrowland, svelato durante la sua decima edizione tenutasi dal 18 al 20 luglio e dal 25 al 27 luglio. Lo stesso anno compose la colonna sonora di Interstellar, per la quale ottiene la sua decima candidatura all'Oscar. Nel 2017 continuò la sua collaborazione con il regista Christopher Nolan componendo la colonna sonora di Dunkirk, per cui fu candidato all'Oscar alla migliore colonna sonora per l'undicesima volta.

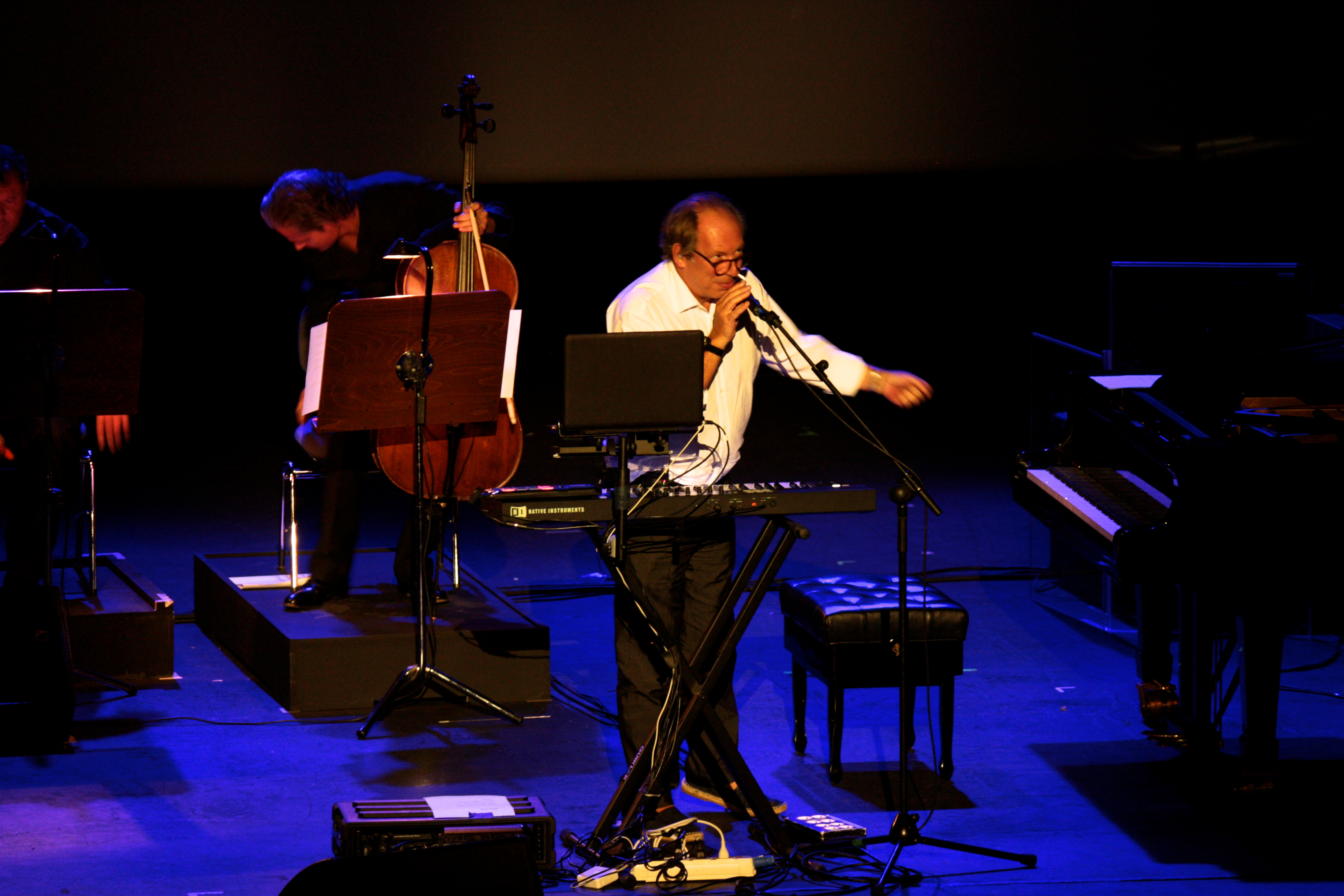
Hans Zimmer in concerto (2016)

Nel 2018, in occasione dei Mondiali di calcio di Russia 2018, realizzò insieme a Lorne Balfe Living Football; scrive inoltre la colonna sonora del film X-Men - Dark Phoenix e del remake fotorealistico Il re leone.
Nel marzo 2019 accettò di lavorare con Denis Villeneuve al film Dune; all'epoca Zimmer era stato contattato da Christopher Nolan per la colonna sonora di Tenet, ma scelse di lavorare all'adattamento in quanto profondo estimatore del romanzo. Nel 2022 vinse il Golden Globe per la miglior colonna sonora originale e nello stesso anno si aggiudica il premio Oscar per la medesima categoria.

## Vita privata
È stato sposato fino al 1992 con la modella Vicki Carolin, con cui ha avuto un figlio; successivamente si è sposato con Suzanne, per poi divorziare nel 2020; dalla seconda moglie ha avuto tre figli.

## Filmografia

### Cinema
- Histoire d'O, ritorno a Roissy (Histoire d'O: Chapitre 2), regia di Éric Rochat (1984)
- Il successo è la miglior vendetta (Success Is the Best Revenge), regia di Jerzy Skolimowski (1984)
- My Beautiful Laundrette - Lavanderia a gettone (My Beautiful Laundrette), regia di Stephen Frears (1985)
- The Zero Boys, regia di Nico Mastorakis (1986)
- Separati in vacanza (Separate Vacations), regia di Michael Anderson (1986)
- Il Vento (The Wind), regia di Nico Mastorakis (1987)
- Doppia esposizione (Terminal Exposure), regia di Nico Mastorakis (1987)
- The Nature of the Beast, regia di Franco Rosso (1988)
- Taffin, regia di Francis Megahy (1988)
- Fruit machine, breve la vita di Eddie (The Fruit Machine), regia di Philip Saville (1988)
- Un mondo a parte (A World Apart), regia di Chris Menges (1988)
- Il giorno della crisalide (Nightmare at Noon), regia di Nico Mastorakis (1988)
- La casa ai confini della realtà (Paperhouse), regia di Bernard Rose (1988)
- Bruciante segreto (Burning Secret), regia di Andrew Birkin (1988)
- Rain Man - L'uomo della pioggia (Rain Man), regia di Barry Levinson (1988)
- Prigioniero a Rio (Prisoner of Rio), regia di Lech Majewski (1988)
- Twister, regia di Michael Almereyda (1989)
- Black Rain - Pioggia sporca (Black Rain), regia di Ridley Scott (1989)
- L'ora del tè (Diamond Skulls), regia di Nick Broomfield (1989)
- A spasso con Daisy (Driving Miss Daisy), regia di Bruce Beresford (1989)
- Due nel mirino (Bird on a Wire), regia di John Badham (1990)
- Giorni di tuono (Days of Thunder), regia di Tony Scott (1990)
- Chicago Joe (Chicago Joe and the Showgirl), regia di Bernard Rose (1990)
- La casa del destino (Fools of Fortune), regia di Pat O'Connor (1990)
- Uno sconosciuto alla porta (Pacific Heights), regia di John Schlesinger (1990)
- Green Card - Matrimonio di convenienza (Green Card), regia di Peter Weir (1990)
- Thelma & Louise, regia di Ridley Scott (1991)
- Fuoco assassino (Backdraft), regia di Ron Howard (1991)
- A proposito di Henry (Regarding Henry), regia di Mike Nichols (1991)
- K2 - L'ultima sfida (K2), regia di Franc Roddam (1992)
- Il grande volo (Radio Flyer), regia di Richard Donner (1992)
- La forza del singolo (The Power of One), regia di John G. Avildsen (1992)
- Ragazze vincenti (A League of Their Own), regia di Penny Marshall (1992)
- Toys - Giocattoli (Toys), regia di Barry Levinson (1992)
- Nome in codice: Nina (Point of No Return), regia di John Badham (1993)
- La troviamo a Beverly Hills (Calendar Girl), regia di John Whitesell (1993)
- Una vita al massimo (True Romance), regia di Tony Scott (1993)
- Cool Runnings - Quattro sottozero (Cool Runnings), regia di Jon Turteltaub (1993)
- La casa degli spiriti (The House of the Spirits), regia di Bille August (1993)
- Younger and Younger, regia di Percy Adlon (1993)
- Una figlia in carriera (I'll Do Anything), regia di James L. Brooks (1994)
- Africa: The Serengeti, regia di George Casey (1994)
- Mezzo professore tra i marines (Renaissance Man), regia di Penny Marshall (1994)
- Il re leone (The Lion King), regia di Roger Allers e Rob Minkoff (1994)
- Omicidio nel vuoto (Drop Zone), regia di John Badham (1994)
- Allarme rosso (Crimson Tide), regia di Tony Scott (1995)
- Oltre Rangoon (Beyond Rangoon), regia di John Boorman (1995)
- Nine Months - Imprevisti d'amore (Nine months), regia di Chris Columbus (1995)
- Qualcosa di cui... sparlare (Something to Talk About), regia di Lasse Hallström (1995)
- Morti oscure (Two Deaths), regia di Nicolas Roeg (1995)
- Nome in codice: Broken Arrow (Broken Arrow), regia di John Woo (1996)
- I Muppet nell'isola del tesoro (Muppet Treasure Island), regia di Brian Henson (1996)
- The Fan - Il mito (The Fan), regia di Tony Scott (1996)
- The Rock, regia di Michael Bay (1996)
- Uno sguardo dal cielo (The Preacher's Wife), regia di Penny Marshall (1996)
- The Peacemaker, regia di Mimi Leder (1997)
- Qualcosa è cambiato (As Good as It Gets), regia di James L. Brooks (1997)
- Gli ultimi giorni (The Last Days), regia di James Moll (1998)
- Il principe d'Egitto (The Prince of Egypt), regia di Brenda Chapman, Steve Hickner e Simon Wells (1998)
- La sottile linea rossa (The Thin Red Line), regia di Terrence Malick (1998)
- Chill Factor - Pericolo imminente (Chill Factor), regia di Hugh Johnson (1999)
- La strada per El Dorado (The Road to El Dorado), regia di Bibo Bergeron, Will Finn, Don Paul e David Silverman (2000)
- Il gladiatore (Gladiator), regia di Ridley Scott (2000)
- Mission: Impossible 2, regia di John Woo (2000)
- Salvi per un capello (An Everlasting Piece), regia di Barry Levinson (2000)
- La promessa (The Pledge), regia di Sean Penn (2001)
- Hannibal, regia di Ridley Scott (2001)
- Pearl Harbor, regia di Michael Bay (2001)
- Invincibile (Invincible), regia di Werner Herzog (2001)
- I ragazzi della mia vita (Riding in Cars with Boys), regia di Penny Marshall (2001)
- Black Hawk Down - Black Hawk abbattuto, regia di Ridley Scott (2001)
- Spirit - Cavallo selvaggio (Spirit: Stallion of the Cimarron), regia di Kelly Asbury e Lorna Cook (2002)
- The Ring, regia di Gore Verbinski (2002)
- L'ultima alba (Tears of the Sun), regia di Antoine Fuqua (2003)
- Il genio della truffa (Matchstick Men), regia di Ridley Scott (2003)
- L'ultimo samurai (The Last Samurai), regia di Edward Zwick (2003)
- Tutto può succedere - Something's Gotta Give (Something's Gotta Give), regia di Nancy Meyers (2003)
- King Arthur, regia di Antoine Fuqua (2004)
- Thunderbirds, regia di Jonathan Frakes (2004)
- Shark Tale, regia di Bibo Bergeron, Vicky Jenson e Rob Letterman (2004)
- La stella di Laura (Lauras Stern), regia di Piet De Rycker e Thilo Rothkirch (2004)
- Spanglish - Quando in famiglia sono in troppi a parlare (Spanglish), regia di James L. Brooks (2004)
- Madagascar, regia di Eric Darnell e Tom McGrath (2005)
- Batman Begins, regia di Christopher Nolan (2005)
- Piuma il piccolo orsetto polare e l'isola misteriosa (Der kleine Eisbär 2 - Die geheimnisvolle Insel), regia di Thilo Rothkirch e Piet De Rycker (2005)
- The Weather Man - L'uomo delle previsioni (The Weather Man), regia di Gore Verbinski (2005)
- Il codice da Vinci (The Da Vinci Code), regia di Ron Howard (2006)
- L'amore non va in vacanza (The Holiday), regia di Nancy Meyers (2006)
- Pirati dei Caraibi - La maledizione del forziere fantasma (Pirates of the Caribbean: Dead Man's Chest), regia di Gore Verbinski (2006)
- Chiedi alla polvere (Ask the Dust), regia di Robert Towne (2006)
- Pirati dei Caraibi - Ai confini del mondo (Pirates of the Caribbean: At World's End), regia di Gore Verbinski (2007)
- I Simpson - Il film (The Simpson movie), regia di David Silverman (2007)
- La musica nel cuore - August Rush (August Rush), regia di Kirsten Sheridan (2007)
- Il cavaliere oscuro (The Dark Knight), regia di Christopher Nolan (2008)
- Kung Fu Panda, regia di Mark Osborne e John Stevenson (2008)
- Madagascar 2 (Madagascar Escape 2 Africa), regia di Eric Darnell e Tom McGrath (2008)
- Frost/Nixon - Il duello (Frost/Nixon), regia di Ron Howard (2008)
- The Burning Plain - Il confine della solitudine (The Burning Plain), regia di Guillermo Arriaga (2008)
- Babylon A.D., regia di Mathieu Kassovitz (2008)
- Angeli e Demoni (Angels & Demons), regia di Ron Howard (2009)
- Sherlock Holmes, regia di Guy Ritchie (2009)
- Mostri contro alieni (Monsters vs. Aliens), regia di Rob Letterman e Conrad Vernon (2009)
- È complicato (It's Complicated), regia di Nancy Meyers (2009)
- Inception, regia di Christopher Nolan (2010)
- Cattivissimo me (Despicable Me), regia di Pierre Coffin e Chris Renaud (2010)
- Megamind, regia di Tom McGrath (2010)
- Come lo sai (How Do You Know), regia di James L. Brooks (2010)
- Rango, regia di Gore Verbinski (2011)
- Kung Fu Panda 2, regia di Jennifer Yuh (2011)
- Pirati dei Caraibi - Oltre i confini del mare (Pirates of the Caribbean: On Stranger Tides), regia di Rob Marshall (2011)
- Sherlock Holmes - Gioco di ombre (Sherlock Holmes: A Game of Shadows), regia di Guy Ritchie (2011)
- Il dilemma (The Dilemma), regia di Ron Howard (2011)
- Madagascar 3 - Ricercati in Europa (Madagascar 3: Europe's Most Wanted), regia di Conrad Vernon, Eric Darnell e Tom McGrath (2012)
- Il cavaliere oscuro - Il ritorno (The Dark Knight Rises), regia di Christopher Nolan (2012)
- L'uomo d'acciaio (Man of Steel), regia di Zack Snyder (2013)
- The Lone Ranger, regia di Gore Verbinski (2013)
- Rush, regia di Ron Howard (2013)
- 12 anni schiavo (12 Years a Slave), regia di Steve McQueen (2013)
- Storia d'inverno (Winter's Tale), regia di Akiva Goldsman (2014)
- The Amazing Spider-Man 2 - Il potere di Electro (The Amazing Spider-Man 2), regia di Marc Webb (2014)
- Interstellar, regia di Christopher Nolan (2014)
- Humandroid (Chappie), regia di Neill Blomkamp (2015)
- Il piccolo principe (Le Petit Prince), regia di Mark Osborne (2015)
- Freeheld - Amore, giustizia, uguaglianza (Freeheld), regia di Peter Sollett (2015)
- Kung Fu Panda 3, regia di Alessandro Carloni e Jennifer Yu (2016)
- Batman v Superman: Dawn of Justice, regia di Zack Snyder (2016)
- Inferno, regia di Ron Howard (2016)
- Il tuo ultimo sguardo (The Last Face), regia di Sean Penn (2016)
- Il diritto di contare (Hidden Figures), regia di Theodore Melfi (2016)
- Baby Boss (The Boss Baby), regia di Tom McGrath (2017)
- Dunkirk, regia di Christopher Nolan (2017)
- Blade Runner 2049, regia di Denis Villeneuve (2017)
- Widows - Eredità criminale (Widows), regia di Steve McQueen (2018)
- X-Men: Dark Phoenix (Dark Phoenix), regia di Simon Kinberg (2019)
- Il re leone (The Lion King), regia di Jon Favreau (2019)
- SpongeBob - Amici in fuga (The SpongeBob Movie: Sponge on the Run), regia di Tim Hill (2020)
- Wonder Woman 1984, regia di Patty Jenkins (2020)
- Elegia americana (Hillbilly Elegy), regia di Ron Howard (2020)
- Dune, regia di Denis Villeneuve (2021)
- No Time to Die, regia di Cary Fukunaga (2021)
- Baby Boss 2 - Affari di famiglia (The Boss Baby: Family Business), regia di Tom McGrath (2021)
- Army of Thieves, regia di Matthias Schweighöfer (2021)
- Top Gun: Maverick, regia di Joseph Kosinski (2022)
- The Son, regia di Florian Zeller (2022)
- The Creator, regia di Gareth Edwards (2023)
- Dune - Parte due (Dune: Part Two), regia di Denis Villeneuve (2024)
- Kung Fu Panda 4, regia di Mike Mitchell (2024)
- Blitz, regia di Steve McQueen (2024)
- Eden, regia di Ron Howard (2024)
- F1 - Il film (F1: The Movie), regia di Joseph Kosinski (2025)

### Televisione
- Moonlighting - serie TV (1982)
- Wild Horses - film TV, regia di Dick Lowry (1985)
- Comeback - film TV, regia di David Ambrose (1987)
- Gor, l'uomo a metà (Gor) - film TV, regia di Philip Saville (1988)
- To the Moon, Alice - cortometraggio TV, regia di Jessie Nelson (1990)
- Das Dritte Reich - in Farbe - film TV, regia di Michael Kloft (1998)
- BLOOD+ - anime, regia di Junichi Fujisaku (2005)
- The Contender -programma TV, (2005)
- The Pacific - miniserie TV, registi vari (2010)
- La Bibbia - miniserie TV, regia di Crispin Reece, Tony Mitchell e Christopher Spencer (2013)
- Sons of Liberty - Ribelli per la libertà (Sons of Liberty) - miniserie TV, regia di Kari Skogland (2015)
- The Crown - serie TV, (main theme) (2016)
- Planet Earth II - programma TV (2016)
- Genius - serie TV, (main theme) (2017)
- Believer (2018)
- Pagan Peak - serie TV (2019)
- Seven Worlds, One Planet (2019)
- Prehistoric Planet (2022)
- Il giro del mondo in 80 giorni (2021)
- Il tatuatore di Auschwitz (The Tattooist of Auschwitz), regia di Tali Shalom Ezer – miniserie TV (2024)

### Videogiochi
- I Simpson - Il videogioco (2007)
- Call of Duty: Modern Warfare 2 (con Lorne Balfe) (2009)
- Crysis 2 (2011)
- Skylanders: Spyro's Adventure (con Lorne Balfe) (2011)
- Beyond: Due anime (2013)
- Battlefield V (2018)
- FIFA 19 (con Lorne Balfe) (2018)
- Dragon Age: The Veilguard (con Lorne Balfe) (2024)

## Riconoscimenti
- Premio Oscar
  - 1989 – Candidatura alla migliore colonna sonora per Rain Man - L'uomo della pioggia
  - 1995 – Migliore colonna sonora per Il re leone
  - 1997 – Candidatura alla migliore colonna sonora per Uno sguardo dal cielo
  - 1998 – Candidatura alla migliore colonna sonora per Qualcosa è cambiato
  - 1999 – Candidatura alla migliore colonna sonora per La sottile linea rossa
  - 1999 – Candidatura alla migliore colonna sonora per Il principe d'Egitto
  - 2001 – Candidatura alla migliore colonna sonora per Il gladiatore
  - 2010 – Candidatura alla migliore colonna sonora per Sherlock Holmes
  - 2011 – Candidatura alla migliore colonna sonora per Inception
  - 2015 – Candidatura alla migliore colonna sonora per Interstellar
  - 2018 – Candidatura alla migliore colonna sonora per Dunkirk
  - 2022 – Migliore colonna sonora per Dune
- Golden Globe
  - 1995 – Migliore colonna sonora per Il re leone
  - 1999 – Candidatura alla migliore colonna sonora per Il principe d'Egitto
  - 2001 – Migliore colonna sonora per Il gladiatore
  - 2002 – Candidatura alla migliore colonna sonora per Pearl Harbor
  - 2003 – Candidatura alla migliore colonna sonora per Spirit - Cavallo selvaggio
  - 2004 – Candidatura alla migliore colonna sonora per L'ultimo samurai
  - 2005 – Candidatura alla migliore colonna sonora per Spanglish - Quando in famiglia sono in troppi a parlare
  - 2007 – Candidatura alla migliore colonna sonora per Il codice da Vinci
  - 2009 – Candidatura alla migliore colonna sonora per Frost/Nixon - Il duello
  - 2011 – Candidatura alla migliore colonna sonora per Inception
  - 2014 – Candidatura alla migliore colonna sonora per 12 anni schiavo
  - 2015 – Candidatura alla migliore colonna sonora per Interstellar
  - 2017 – Candidatura alla migliore colonna sonora per Il diritto di contare
  - 2018 – Candidatura alla migliore colonna sonora per Dunkirk
  - 2022 – Migliore colonna sonora per Dune
- Premi BAFTA
  - 1992 – Candidatura alla migliore colonna sonora per Thelma & Louise
  - 1995 – Candidatura alla migliore colonna sonora per Il re leone
  - 2009 – Candidatura alla migliore colonna sonora per Il cavaliere oscuro
  - 2011 – Candidatura alla migliore colonna sonora per Inception
  - 2014 – Candidatura alla migliore colonna sonora per 12 anni schiavo
  - 2015 – Candidatura alla migliore colonna sonora per Interstellar
  - 2018 – Candidatura alla migliore colonna sonora per Dunkirk
  - 2018 – Candidatura alla migliore colonna sonora per Blade Runner 2049
  - 2022 – Migliore colonna sonora per Dune
- Premio Emmy
  - 2010 – Candidatura come miglior composizione musicale per una miniserie, film o speciale per The Pacific
  - 2017 – Candidatura come miglior tema musicale originale di una sigla per Genius
- Grammy Award
  - 1991 – Candidatura come miglior colonna sonora per visual media per A spasso con Daisy
  - 1995 – Candidatura come miglior colonna sonora per visual media per Il re leone
  - 1995 – Miglior album musicale per bambini per Il re leone
  - 1995 – Miglior accompagnamento vocale per Circle of Life
  - 1996 – Miglior composizione strumentale per film o televisione per Allarme rosso
  - 2000 – Candidatura come miglior album di colonna sonora per Il principe d'Egitto
  - 2001 – Candidatura come miglior colonna sonora per film, televisione o visual media per Il gladiatore
  - 2007 – Candidatura come miglior colonna sonora per film, televisione o visual media per Il codice da Vinci
  - 2007 – Candidatura come miglior colonna sonora per film, televisione o visual media per Pirati dei Caraibi - La maledizione del forziere fantasma
  - 2009 – Miglior colonna sonora per film, televisione o visual media per Il cavaliere oscuro
  - 2011 – Candidatura come miglior colonna sonora per film, televisione o visual media per Inception
  - 2011 – Candidatura come miglior colonna sonora per film, televisione o visual media per Sherlock Holmes
  - 2013 – Candidatura come miglior colonna sonora per visual media per Il cavaliere oscuro - Il ritorno
  - 2016 – Candidatura come miglior colonna sonora per visual media per Interstellar
  - 2018 – Candidatura come miglior colonna sonora per visual media per Dunkirk
  - 2018 – Candidatura come miglior colonna sonora per visual media per Il diritto di contare
  - 2019 – Candidatura come miglior colonna sonora per visual media per Blade Runner 2049
  - 2020 – Candidatura come miglior colonna sonora per visual media per Il re leone
  - 2022 – Candidatura come miglior colonna sonora per visual media per Dune
  - 2025 - Miglior colonna sonora per film, televisione o visual media per Dune - Parte due (Dune: Part Two)